# 杜步镇
杜步镇，是中华人民共和国广东省清远市阳山县下辖的一个乡镇级行政单位。2020年人口14166人。

## 行政区划
杜步镇下辖以下地区：
杜步村、旱坑村、石溪村、湟川村、东江村、山坪村、大路村和东山村。